# Калдырым, Хасан Али
Хаса́н Али́ Калдыры́м (тур. и нем. Hasan Ali Kaldırım; род. 9 декабря 1989) — турецкий и немецкий футболист, защитник клуба «Кайсериспор». Выступал за сборную Турции.

## Биография
Хасан Али Калдырым родился 9 декабря 1989 года в турецкой семье в городе Нойвид, Германия. Родители отдали Хасана заниматься футболом в возрасте трёх лет. Свою юношескую карьеру Калдырым начинал в клубе «Кобленц» (2005—2006), после чего перешёл в юношескую команду «Кайзерслаутерна» (2006—2008). После вызова в юношескую сборную Турции (до 19 лет) в 2008 году футболист получил шанс проявить себя в резервном составе «Кайзерслаутерна». В следующем сезоне футболиста приобрёл «Майнц», в котором он провёл 19 матчей за резервный состав.
Калдырым дебютировал в профессиональной лиге 6 февраля 2010 года уже в составе турецкого клуба «Кайсериспор», который приобрёл футболиста в начале 2010 года. Но лишь в третьем сезоне после трансфера Хасан стал игроком основы. Своей игрой за «Кайсериспор» Калдырым заслужил вызов в сборную Турции. В качестве игрока «Кайсериспора» он выступил за сборную в четырёх товарищеских матчах, после чего попал во внимание «Фенербахче». 22 июня 2012 года Калдырым подписал с «Фенербахче» пятилетний контракт, а его трансфер обошёлся клубу в 3,75 млн евро.
Свой первый гол в профессиональной карьере Хасан забил в матче чемпионата Турции против клуба «Галатасарай» 16 декабря 2012 года.
17 июня 2017 года продлил контракт с «Фенербахче» сроком на 3 года.

## Достижения
- Чемпион Турции: 2013/14
- Обладатель Кубка Турции: 2012/13
- Обладатель Суперкубка Турции: 2014